# Sobat (flod)
Sobat er en flod i den regionen Greater Upper Nile i det nordøstlige Sydsudan i Afrika. Den er den sydligste af de store østlige bifloder til Den Hvide Nil, før den løber ud i Den Blå Nil.

## Geografi
Sobatfloden dannes ved sammenløbet af den vestgående flod Baro og den nordgående Pibor på grænsen til Etiopien. Floden løber ud i Den Hvide Nil ved Doleib-højen nær byen Malakal i delstaten  Upper Nile.
Når Sobat oversvømmes, skaber den  et enormt vandudløb, der medfører et hvidt sediment der har givet navn til Den Hvide Nil.

### Hydrologi
Sobat og dens bifloder har  et afvandingsområde på cirka 225.000 km2 . Flodens gennemsnitlige årlige vandføring er 412 m³/s.